# Krippenplatz

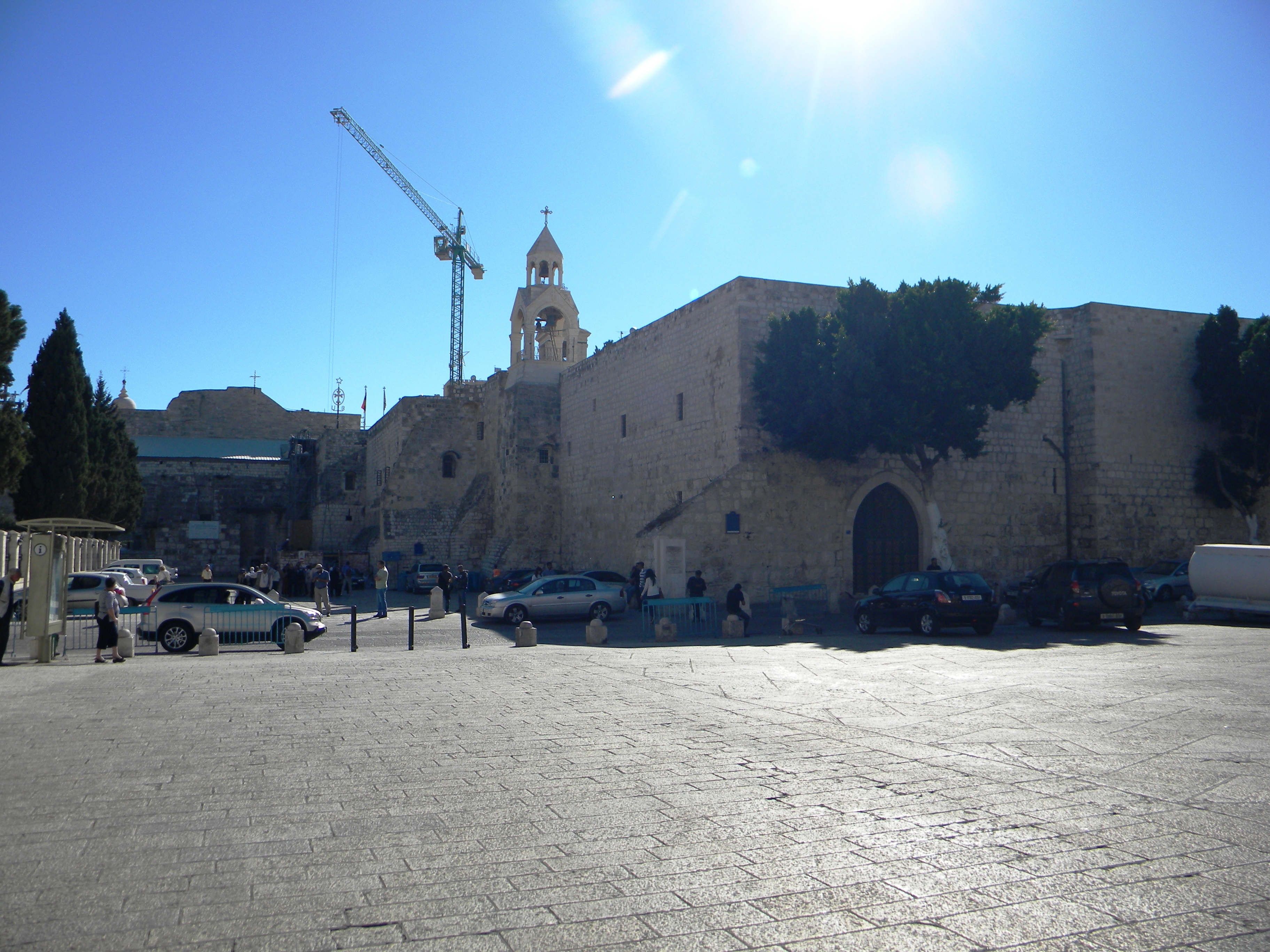
Ostseite des Krippenplatzes mit Geburtskirche

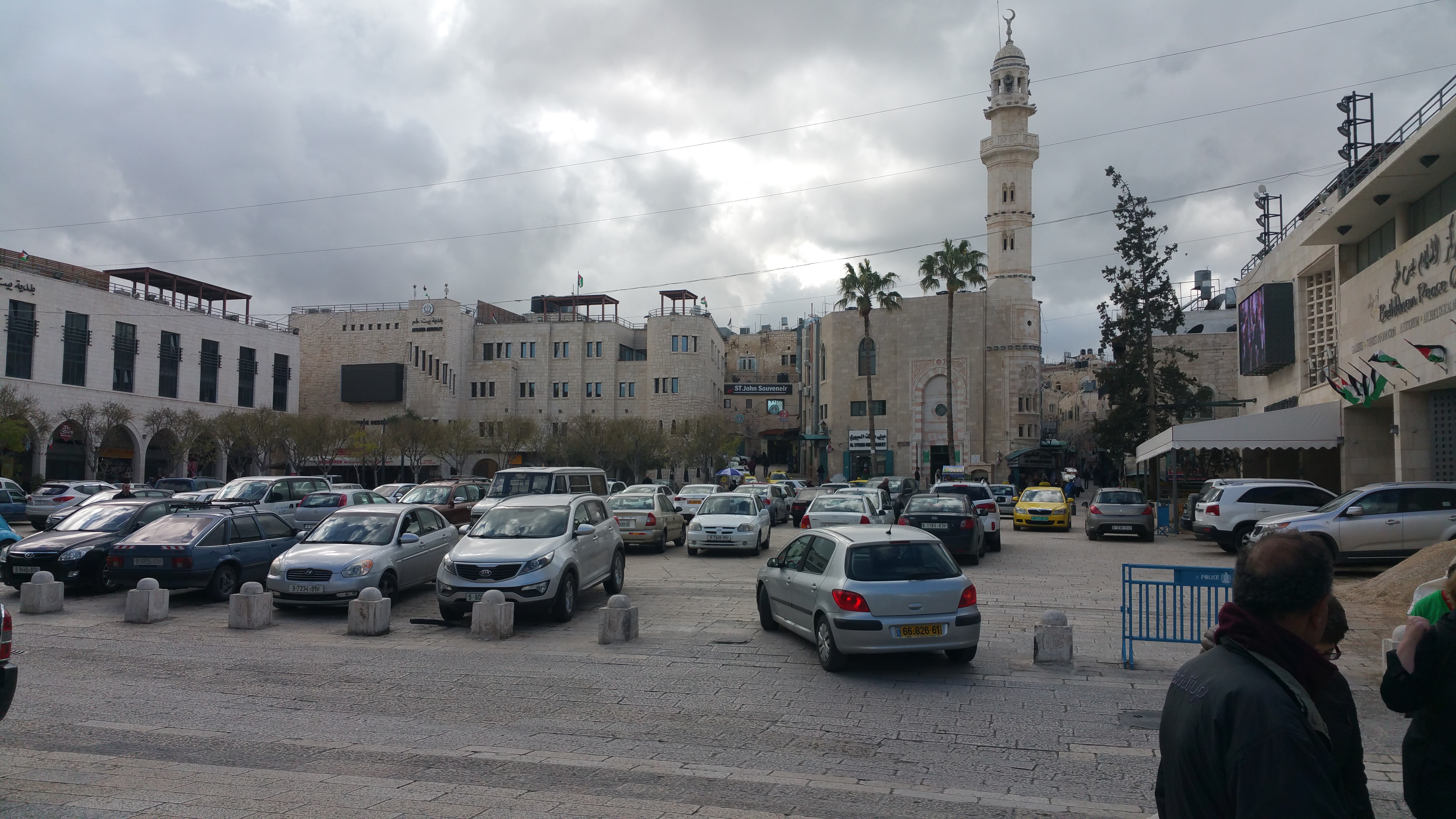
Westseite des Krippenplatzes mit Omar-Moschee

Der Krippenplatz (arabisch ساحة المهد, DMG Sāḥat al-Mahd) ist ein Platz in der Stadt Bethlehem im Westjordanland.

## Lage
Der Platz liegt in der Altstadt von Bethlehem. Benannt ist er nach der Futterkrippe, in die Jesus nach seiner Geburt gelegt wurde und die in benachbarten Geburtskirche verehrt wird. Entlang der Nordseite des Platzes verläuft die von der Sternstraße kommende historische Pilgerroute, die Bestandteil der Weltkulturerbestätte "Geburtsstätte Jesu Christi: Geburtskirche und Pilgerweg, Bethlehem" ist, zur Geburtskirche.

## Geschichte
In der Zeit des Osmanischen Reichs diente der Krippenplatz als Marktplatz für Lebensmittel und Vieh. 1929 wurde der Markt an eine andere Stelle der Bethlehemer Altstadt verlegt. Bis 1998 zählte der Krippenplatz zu den verkehrsreichsten Plätzen der Region. Zur Vorbereitung auf das Jubeljahr 2000 und den Besuch des Papstes Johannes Paul II. wurde der Platz grundlegend umgestaltet, eine vorher an seiner Nordseite stehende Polizeistation abgerissen und an ihrer Stelle das Bethlehem Peace Center errichtet. Seitdem ist der Platz durch Poller gegen das Befahren mit Autos gesichert und dient vorwiegend als Fußgängerzone, kann aber bedarfsweise auch zur Nutzung als Parkplatz freigegeben werden.

## Beschreibung
Der Krippenplatz bildet ein Rechteck von etwa 60 × 80 Metern. Die Ostseite des Platzes geht in den etwa 20 × 80 Meter großen Vorplatz der Geburtskirche über. Südlich dieses Vorplatzes liegt das zu der Geburtskirche gehörende armenische Kloster. Entlang der Nordseite des Platzes erstreckt sich das Bethlehem Peace Center mit einem Touristeninformationszentrum, Ausstellungsräumen, einer Bibliothek, einem Hörsaal und einem Archäologischen Museum. Auf der Westseite des Platzes liegen die Omar-Moschee aus dem 19. Jahrhundert und südlich davon das Rathaus von Bethlehem. Die Südseite des Platzes nimmt ein Gebäude der Stadtverwaltung ein, das im Erdgeschoss einen Arkadengang mit Läden hat. Baumreihen am Rand des Platzes spenden Schatten, und Bänke und Brunnen laden zum Verweilen ein.

## Veranstaltungen

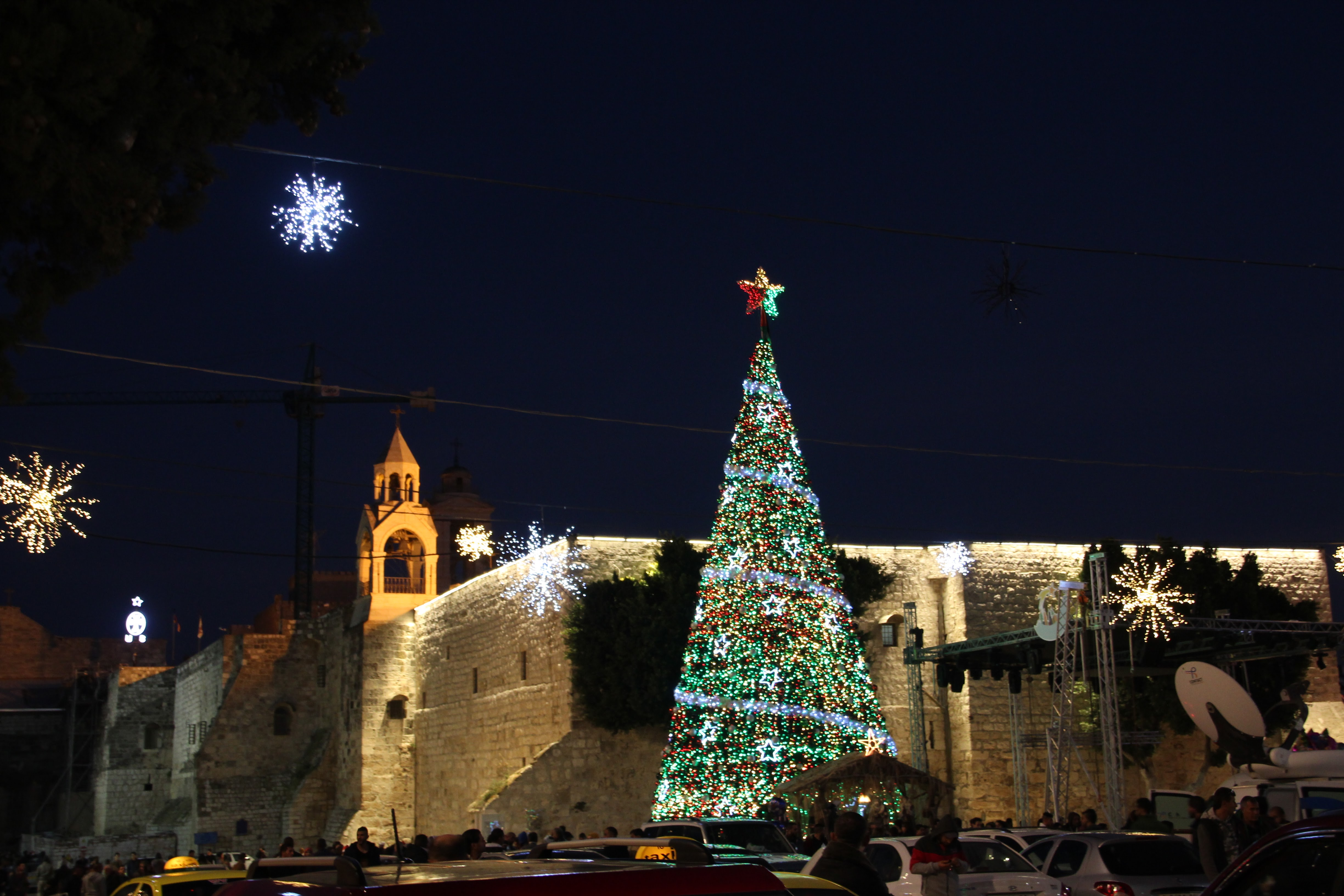
Der Krippenplatz zur Weihnachtszeit

Die Weihnachtsfeiern in der Geburtskirche und der angrenzenden Katharinenkirche werden über Großbildschirme auf den Kapellenplatz übertragen. Das ist für die Katholiken am 24./25. Dezember, für die Orthodoxen am 6./7. Januar und für die Armenier am 18./19. Januar. In der Weihnachtszeit stehen ein großer Weihnachtsbaum und eine Weihnachtskrippe auf dem Platz.
Das Jahr über finden auf dem Krippenplatz diverse soziale und kulturelle Ereignisse und Feierlichkeiten statt, unter anderem Ausstellungen und Konzerte. Seit 2013 ist der Platz Start- und Zielpunkt des jährlich stattfindenden Palästina-Marathons.